# XL Festival del Huaso de Olmué
El XL Festival del Huaso de Olmué se realizó los días 23, 24 y 25 de enero de 2009 en el Parque El Patagual, ubicado en Olmué, Chile. El animador fue Leo Caprile acompañado por las animadoras Eva Gómez, Catalina Palacios e Ivette Vergara y fue emitido por Chilevisión.
Durante esta versión no se realizó una competencia de canciones inéditas, si no que se optó por premiar a la Canción Chilena más Popular, contando con la participación de destacados cantantes de la escena nacional.

## Artistas

### Musicales
- Alberto Plaza
- Fonseca
- La Noche
- Los Charros de Lumaco
- Francisca Valenzuela
- Chico Trujillo
- Los Jaivas
- Daniel Muñoz, Félix Llancafil y 3x7 Veintiuna
- Mito y Fusión Rapa Nui
- José Feliciano

### Humor
- Pancho del Sur
- Bombo Fica
- Álvaro Salas

## Competencia
| Canción                   | Autor(a)                       | Intérprete(s)                         | Lugar         |
| ------------------------- | ------------------------------ | ------------------------------------- | ------------- |
| "Arriba en la cordillera" | Patricio Manns                 | Patricio Manns                        | Ganador       |
| "Viva Chile"              | Luis Bahamonde                 | Los Huasos de Algarrobal              | Participantes |
| "Adiós Santiago querido"  | Segundo Zamora                 | Los Cuatro Cuartos                    | Participantes |
| "Te recuerdo Amanda"      | Víctor Jara                    | Manuel García                         | Participantes |
| "Volver a los 17"         | Violeta Parra                  | Isabel Parra                          | Participantes |
| "La joya del pacífico"    | Víctor Acosta                  | Katherine Orellana                    | Participantes |
| "Dicen que Viña del Mar"  | Nano Núñez                     | Aparcoa                               | Participantes |
| "El lobo chilote"         | Manuel Andrade / Porfirio Díaz | Pedro Messone                         | Participantes |
| "Si somos americanos"     | Rolando Alarcón                | Cantamérica                           | Participantes |
| "Caliche"                 | Calatambo Albarracín           | Calatambo Albarracín y Los Calicheros | Participantes |
| "A mi ciudad"             | Luis Le-Bert                   | Luis Le-Bert                          | Participantes |
| "Dos corazones"           | Francisco Flores del Campo     | Los Huasos Hidalgos                   | Participantes |